# Guy de Dampierre (évêque de Châlons)
Pour les articles homonymes, voir Guy de Dampierre (homonymie).
Guy de Dampierre, né vers 1130 et mort en 1163, fut comte-évêque de Châlons (en Champagne) de 1162 à 1163. Il est issu de la maison de Dampierre en Champagne.

## Biographie
Il est le fils de Guy Ier, seigneur de Dampierre, de Saint-Dizier, de Moëslains et de Saint-Just et vicomte de Troyes, et d'Helvide de Baudement.
Son élection a été attaquée par le comte de Champagne Henri Ier, dit le Libéral.
Il décède peu après son élection avant d'avoir été sacré évêque.